# Episodi di Digimon Adventure
La serie Digimon Adventure è andata in onda in Giappone sul canale Fuji TV tra il 7 marzo 1999 ed il 26 marzo 2000. Fu diretta da Hiroyuki Kakudō e prodotta da Keisuke Okuda, con la partecipazione di Takanori Arisawa per le musiche e di Katsuyoshi Nakatsuru per il design dei personaggi.
Digimon Adventure fu trasmessa con doppiaggio inglese negli Stati Uniti su Fox Kids ed in Canada su YTV.
La serie debuttò il 14 agosto 1999 negli Stati Uniti. Quando fu pubblicata, nei primi tempi in Nord America, fu vista come un tentativo di copiare i celebri Pokémon della Nintendo. Il magazine Entertainment Weekly definì i Digimon come "il peggiore accoppiamento possibile tra Pokémon e Internet" nel 2000. Nonostante le critiche, la serie si piazzò prima, nel maggio 2000, nei sondaggi sugli ascolti della Nielsen, superando "Pokémon: Adventures on the Orange Islands" nelle fasce di ascoltatori 2–11 e 6–11. I rivenditori e le compagnie, come ad esempio la società dolciaria Jel Sert e la catena di negozi di giocattoli Toys "R" Us, decisero di investire sulla popolarità della serie ed iniziarono a promuovere propri prodotti ad essa dedicati. Il motore di ricerca Lycos aveva la parola "Digimon" al quinto posto della classifica delle tendenze del 2000 e la parola si piazzò trentacinquesima nella classifica delle parole con maggior numero di ricerche effettuate. Nel complesso, le licenze del materiale doppiato in inglese della serie erano gestite dalla Saban Entertainment,, che era da poco stata acquistata dalla Walt Disney Company. 
Nella versione originale giapponese, la canzone di Kōji Wada "Butter-Fly" è la sigla di apertura, mentre quelle di Ai Maeda (presente nei crediti come AiM) "I Wish" e "Keep On" costituiscono i temi di chiusura.
In Italia, invece, il tema d'apertura è costituito dalla canzone "Digimon" (testo di B. Tibaldi; musica di S. Lucato/A. Summa), eseguita dai Manga Boys e utilizzata anche come tema di chiusura nel corso della prima messa in onda. Della stessa canzone esiste anche una versione remixata chiamata "Digimon (funky version)", interpretata da Manuela Renda e Cristina Valenti e utilizzata come sigla di chiusura a partire dalle repliche. 

## Episodi
| Nº | Titolo italiano Giapponese 「Kanji」 - Rōmaji - Traduzione letterale | In onda           | In onda           |
| Nº | Titolo italiano Giapponese 「Kanji」 - Rōmaji - Traduzione letterale | Giapponese        | Italiano          |
| 1  | Vacanze estive 「漂流？冒険の島！」 - Hyōryū? Bōken no Shima! – "Alla deriva? L'isola dell'avventura!" | 7 marzo 1999      | 4 settembre 2000  |
| 1  | Intorno all'anno 1999, misteriosi e strani cambiamenti climatici si susseguono in tutto il mondo. Intanto, in Giappone, si svolge un campo estivo, precisamente il giorno del 1º agosto, al quale partecipano anche i protagonisti delle avventure, ovvero Tai Kamiya, Matt Ishida, Sora Takenouchi, Izzy Izumi, Mimi Tachikawa, Joe Kido e TK Takaishi, fratello minore di Matt. Nelle prime ore del mattino, improvvisamente comincia a nevicare e i ragazzi trovano riparo in un piccolo tempio di montagna. Passata la bufera, i sette amici escono allo scoperto e vengono subito in possesso di aggeggi tecnologici, che in seguito si scoprirà sono i Digivice, e subito dopo vengono trasportati tramite un'ondata gigante, in un mondo parallelo, il mondo digitale, o più comunemente chiamato Digiworld. In questa nuova dimensione troviamo per primo Tai, che viene accolto allegramente e felicemente da una strana creatura che si fa chiamare Koromon, che sembra conoscerlo. Spaventato, Tai incontra così il suo amico Izzy, anch'egli in compagnia di un mostriciattolo simile a Koromon, questi però con l'appellativo Motimon. A questo punto i due cercano di scoprire dove sono andati a finire, così Tai si arrampica su un albero e con il suo monocolo vede in lontananza un oceano. Dopo qualche istante però, nota in aria una creatura volante e gigantesca di nome Kuwagamon venirgli incontro e insieme a Izzy e le due piccole creaturine si dà alla fuga e si riparano all'interno di un albero digitale. Passato il pericolo si imbattono in Sora, accompagnata da Yokomon, seguita da TK e Matt, con a fianco rispettivamente Tokomon e Tzunomon, e infine Joe, pedinato a ruota dal mostriciattolo Bukamon. I sei piccoli esserini rivelano così di essere dei mostri digitali, in breve nominati Digimon. Bambini e Digimon iniziano così con le presentazioni, alla fine del quale si accorgono dell'assenza di Mimi, che esce fuori dagli alberi in compagnia del suo Digimon, Tanemon, ma rincorsa violentemente da Kuwagamon, il Digimon incontrato precedentemente da Tai e Izzy. Dopo essersi messi in fuga, i ragazzi si ritrovano intrappolati in un burrone e quindi i Digimon sono ormai costretti ad affrontare la feroce bestia. Come previsto, i piccoli Digimon non sembrano in grado di tenere testa a Kuwagamon, ma alla fine, grazie alla potenza straordinaria dei Digivice, i sette amici eseguono una digievoluzione e passano ad un livello superiore rispetto a quello attuale. Infatti Koromon, Yokomon, Motimon, Tzunomon, Tokomon, Bukamon e Tanemon digievolvono rispettivamente in Agumon, Biyomon, Tentomon, Gabumon, Patamon, Gomamon e Palmon riuscendo così a mettere fuori combattimento il nemico . Quando però questi torna all'attacco, riesce a purtroppo a far precipitare i ragazzi e i loro Digimon nel burrone. |                   |                   |
| 2  | Finalmente Greymon! 「爆裂進化！グレイモン」 - Bakuretsu Shinka! Greymon – "Evoluzione esplosiva! Greymon" | 14 marzo 1999     | 5 settembre 2000  |
| 2  | Gomamon, che è in grado di parlare con le creature acquatiche, fa in modo che i pesci presenti nel fiume del burrone salvino i ragazzi ed i loro Digimon, mentre Kuwagamon cade anch'egli nel fiume, viene trascinato via. Il gruppo viene portato a riva e prova ad individuare la propria posizione, cercando poi un modo per tornare a casa. Agumon rivela ai ragazzi che loro sono i primi esseri umani a mettere piede a Digiworld. Tai conduce il gruppo verso l'oceano, dove trovano diverse cabine telefoniche sulla spiaggia. Mentre il gruppo si riposa per decidere il proprio piano d'azione, subisce l'attacco da parte di uno Shellmon. Nessuno dei Digimon, eccetto Agumon, dispone della forza necessaria a combattere a causa della mancanza di cibo (Agumon ha infatti mangiato dei biscotti che TK e Joe avevano nei propri zaini). Tai viene catturato da Shellmon ed a quel punto Agumon digievolve improvvisamente in Greymon e scaglia Shellmon nell'oceano. |                   |                   |
| 3  | Una notte indimenticabile 「蒼き狼！ ガルルモン」 - Aoki Ōkami! Garurumon – "Garurumon, il lupo blu!" | 21 marzo 1999     | 6 settembre 2000  |
| 3  | Il gruppo lascia la spiaggia e si ritrova nel bel mezzo di una lotta fra due Monochromon. I ragazzi riescono a fuggire indenni e, mentre il cielo sopra Digiworld si scurisce, si imbattono in un tram vicino ad un lago. Recuperato un po' di pesce per la cena, il gruppo stabilisce dei turni di guardia per la notte, ma Tai e Matt litigano su chi dei due dovrebbe fare il primo turno. Durante il primo turno, Tai risveglia inavvertitamente un Seadramon quando, per errore, scaglia un ramoscello infuocato sulla sua coda. Seadramon spinge il tram verso il centro del lago e cattura Matt. Gabumon digivolve in Garurumon e sconfigge Seadramon. Bambini e Digimon crollano tutti esausti dopo il combattimento. Tai capisce che i loro Digimon digievolvono quando il relativo partner è in pericolo |                   |                   |
| 4  | Sora in pericolo 「灼熱！バードラモン」 - Shakunetsu! Birdramon – "Birdramon, la fiamma rovente" | 28 marzo 1999     | 6 settembre 2000  |
| 4  | Appena il gruppo si rimette in marcia, i ragazzi scorgono un Ingranaggio Nero volare sopra di loro. Presto il gruppo raggiunge un deserto dove sono presenti molti pali della luce. I ragazzi scoprono un villaggio di Yokomon nel bel mezzo del deserto e tutti i suoi abitanti interrogano Biyomon su come sia riuscita a digievolvere al suo livello attuale. Il gruppo viene portato ad una vicina sorgente d'acqua ma i ragazzi scoprono che la fonte e la falda acquifera circostante si sono prosciugate e sono circondate dalle fiamme. Meramon, un Digimon di fuoco, discende dal Monte Panoramico ai confini del deserto e si dirige verso il villaggio. Mentre il gruppo fa fuggire gli Yokomon, Biyomon sfida Meramon, per far sì che gli Yokomon e Sora possano scappare. Biyomon digievolve in Birdramon ed attacca Meramon dall'alto, riuscendo a liberare il Digimon dalla presenza dell'Ingranaggio Nero, che si scopre essere entrato nel suo corpo e reso malvagio. Come segno di gratitudine per aver salvato il villaggio, gli Yokomon invitano i ragazzi a cena (tuttavia gli Yokomon mangiano solo semi crudi ed i ragazzi devono accontentarsi). |                   |                   |
| 5  | L'avventura continua... 「電光！カブテリモン」 - Denkō! Kabuterimon – "Elettricità! Kabuterimon" | 4 aprile 1999     | 7 settembre 2000  |
| 5  | Il gruppo si imbatte in una strana fabbrica, dove trovano un Andromon intrappolato all'interno di alcuni macchinari. Dopo averlo liberato, il Digimon improvvisamente li attacca. Agumon e Gabumom digievolvono e lo affrontano, ma Andromon essendo di livello Evoluto ha la meglio su entrambi, Izzy nel frattempo scopre degli strani codici, grazie ai quali riesce a causare la Digievoluzione di Tentomon in Kabuterimon. Kabuterimon, con l'aiuto di Greymon e Garurumon, distrugge l'Ingranaggio Nero che controlla Andromon. Scusandosi per il suo comportamento, Andromon mostra ai ragazzi la strada per raggiungere l'area successiva. |                   |                   |
| 6  | Ora tocca a te, Palmon! 「パルモン怒りの進化！」 - Palmon Ikari no Shinka – "Palmon, evoluzione della rabbia!" | 11 aprile 1999    | 7 settembre 2000  |
| 6  | Mentre stanno scappando da alcuni Numemon che avevano precedentemente attaccato il gruppo nelle fogne, attraverso le quali stava lasciando la fabbrica, i bambini vengono divisi e Mimi finisce nella Città dei Balocchi dopo essere stata attaccata da Monzaemon. Una volta lì, la ragazza scopre che gli altri ragazzi si comportano in maniera strana, mentre gli altri Digimon sono prigionieri all'interno di un baule. Palmon riesce a digievolvere in Togemon e distrugge l'Ingranaggio Nero che controlla Monzaemon, liberando così gli altri ragazzi dall'attacco del Digimon che li aveva fatti comportare in modo così strano. |                   |                   |
| 7  | La furia di Gomamon 「咆哮！イッカクモン」 - Hōkō! Ikkakumon – "Ruggito! Ikkakumon" | 18 aprile 1999    | 8 settembre 2000  |
| 7  | Il gruppo giunge ai piedi del Monte Mugen, ma Tai e Matt litigano sulla decisione di scalarlo o meno, con il primo convinto di doverlo fare così da tracciare una cartina della zona intorno a loro, mentre il secondo è fermo nel ritenere che sia troppo pericoloso. Infine, il gruppo sceglie di rimandare la decisione al giorno successivo, ma Joe e Gomamon decidono di scalare la montagna da soli durante la notte. Mentre si trovano sul Monte, i due vengono attaccati da Unimon. Tai e Sora arrivano ad aiutare gli amici, ma Gomamon riesce improvvisamente a digievolvere Ikkakumon e a distruggere l'Ingranaggio Nero che controlla Unimon. Il gruppo al completo si ritrova sulla vetta della montagna, scoprendo però di essere su un'isola nell'oceano, l'Isola di File. |                   |                   |
| 8  | Devimon, messaggero delle tenebre 「闇の使者デビモン！」 - Yami no Shisha Devimon! – "Devimon, emissario delle tenebre!" | 25 aprile 1999    | 8 settembre 2000  |
| 8  | Devimon, la mente capace di controllare gli Ingranaggi Neri insieme ad Ogremon e ad un Leomon controllato da un Ingranaggio Nero, attacca il gruppo, che però riesce a scappare. I ragazzi finiscono in una misteriosa casa, dopo possono mangiare e dormire, ma alla fine scoprono essere una allucinazione causata da Devimon. Il Digimon demoniaco frammenta l'isola di File in diverse isole più piccole, separando così i ragazzi . Devimon va vicino a catturare Tai, tuttavia il Digivice del ragazzo libera Leomon, che inizia a combattere contro Devimon per dare a Tai il tempo di fuggire, anche a costo di essere catturato nuovamente dal Digimon malvagio. |                   |                   |
| 9  | Il cuore caldo di Frigimon 「激突！冷凍デジモン」 - Gekitotsu! Reitō Digimon – "Scontro! Il Digimon ghiacciato" | 2 maggio 1999     | 11 settembre 2000 |
| 9  | Tai e Agumon si ritrovano in un'isola coperta di neve, chiamata Landa Gelata, e sono costretti a combattere e sconfiggere un Frigimon, con le poche forze che hanno. Dopo aver distrutto l'Ingranaggio Nero che lo controlla usando le qualità calcistiche di Tai, facendo in modo che Agumon raggiunga il dorso di Frigimon per distruggerlo, i due, accompagnati da Frigimon che si sente in colpa per averli attaccati, riescono a passare su un'altra isola, sulla quale erano atterrati in precedenza anche Matt e Gabumon. Nel frattempo, Matt va alla ricerca del fratello ignorando i consigli di Gabumon, andando incontro ad un principio di ipotermia. Quando Tai e Matt si incontrano, i due finiscono per litigare, il primo vuole capire dove stanno andando il secondo cercare gli altri, rivelando che TK è l'unico il cui partner non si è ancora evoluto, fin quando subiscono un attacco da parte di un Mojyamon. Grazie al cibo dato da Frigimon ai due Digimon, Agumon e Gabumon riescono quindi a sconfiggere Mojyamon ed eliminano l'Ingranaggio Nero che lo controlla. Garurumon scopre diversi Ingranaggi Neri dietro un muro e li distrugge, causando lo spostamento dell'isola, che torna verso il Monte Panoramico. |                   |                   |
| 10 | Il guardiano Centarumon 「守護者ケンタルモン！」 - Shugosha Kentarumon! – "Il guardiano Centarumon!" | 9 maggio 1999     | 11 settembre 2000 |
| 10 | Mimi e Palmon vengono infastidite da Sukamon e Chuumon. Dopo essere riuscite a sfuggire ai due Digimon, le due riescono ad andare su un'altra isola, sulla quale sono atterrati anche Izzy e Tentomon, intenti a decifrare dei geroglifici presenti in alcune rovine che i due hanno scoperto. Dopo la riunione dei due gruppi, Mimi va via, infuriata del fatto che Izzy non le presti attenzione, e Tentomon la segue, finendo col perdersi in un labirinto presente all'interno delle rovine. Izzy riesce a guidare i due tramite il suo computer portatile, ma la ragazza ed il Digimon vengono attaccati da Centarumon, scoprendo inoltre che ogni bambino può fare digievolvere solo il relativo partner. Izzy e Palmon riescono finalmente a trovare i rispettivi partner e a combattere tutti insieme contro Centarumon, distruggendo l'Ingranaggio Nero che lo controlla. Dopo la battaglia, Centarumon racconta la leggenda dei Bambini prescelti e dei Digivice che hanno con loro, Leomon fa la sua comparsa ed attacca i bambini prescelti, ma viene respinto da Centarumon e dalla luce dei Digivice dei ragazzi. |                   |                   |
| 11 | Bakemon, spirito danzante 「踊る亡霊！バケモン」 - Odoru Bōrei! Bakemon – "Bakemon, i fantasmi danzanti!" | 16 maggio 1999    | 12 settembre 2000 |
| 11 | Portati alla deriva dal mare, Joe e Gomamon vengono attaccati da Ogremon. Gomamon digievolve Ikkakumon e sconfigge il Digimon, che è costretto a fuggire. Joe cade in mare e rischia di annegare e Gomamon, stremato dalla battaglia, non riesce a salvarlo. Sora e Biyomon salvano i loro amici, soccorrendoli dalla costa di un'isola. Gomamon si riprende e, con Sora e Biyomon, decide di nominare Joe capo del gruppo, per infondergli coraggio ed autostima. Una volta che anche Joe si riprende, i quattro raggiungono una chiesa, dove vengono fatti prigionieri dai Bakemon, Digimon simili a fantasmi. Biyomon e Gomamon digievolvono per sconfiggere Lord Bakemon, la fusione tra tutti i Bakemon presenti, ma è Joe a salvare la situazione con un canto giapponese, tradizionalmente usato per scacciare i fantasmi. I Bakemon vengono poi sconfitti da Ikkakumon e Birdramon che, alla fine della battaglia, trasportano rispettivamente Joe e Sora lontano dall'isola infestata. |                   |                   |
| 12 | Io e Patamon 「冒険！パタモンと僕」 - Bōken! Patamon to Boku – "L'avventura mia e di Patamon!" | 23 maggio 1999    | 12 settembre 2000 |
| 12 | TK e Patamon, ancora separati dal resto del gruppo, giungono nella Città della Rinascita, il posto dove nascono tutti i Digimon. Arrivati lì, vengono affrontati da Elecmon, guardiano dei piccoli Digimon e delle Digiuova. Elecmon sfida Patamon, avendo scambiato i due per intrusi. Per evitare un combattimento, TK propone che i due, per mettere fine alle ostilità, si sfidino al tiro alla fune. Patamon vince e si guadagna il rispetto e la fiducia di Elecmon. Tuttavia, Leomon ed Ogremon si stagliano minacciosi alle porte della Città della Rinascita. |                   |                   |
| 13 | Finalmente tocca a Patamon! 「エンジエモン覚醒！」 - Angemon Kakusei! – "Il risveglio di Angemon!" | 30 maggio 1999    | 13 settembre 2000 |
| 13 | Leomon ed Ogremon attaccano TK e Patamon, che sono costretti a scappare, mentre Elecmon mette al riparo i Digimon appena nati. Intanto, Tai, Matt, Izzy e Mimi (con Greymon, Garurumon, Kabuterimon e Togemon) raggiungono la Città della Rinascita. Grazie ai Digivice, Leomon viene nuovamente curato. Leomon quindi racconta ai ragazzi la leggenda dei Digiprescelti, che porteranno la pace sull'Isola di File. Così, i ragazzi capiscono che potranno tornare a casa soltanto dopo aver sconfitto Devimon. Dopo l'arrivo di Joe, Sora, Gomamon e Biyomon, il gruppo al completo, guidato da Leomon, si dirige verso il Monte Panoramico per lo scontro finale contro Devimon. Una volta lì, Devimon assorbe Ogremon e numerosi Ingranaggi Neri, crescendo in dimensioni e poteri e volgendo le sorti del combattimento in suo favore. All'ultimo momento Patamon digievolve finalmente in Angemon e capovolge gli esiti della battaglia. Il Digimon angelo sconfigge Ogremon ed assorbe potere dagli altri Digimon per caricare il suo attacco finale. Usando tutto il suo potere per un potentissimo Raggio Celestiale, Angemon distrugge infine Devimon, ma muore lui stesso per aver consumato completamente tutta la sua energia. Mentre Devimon muore, il Digimon malvagio provoca Angemon asserendo che al di fuori dell'isola ci sono molti altri nemici, anche molto più potenti di lui stesso, che li aspettano. Angemon muore, ma i suoi dati si ricompongono insieme, formando un Digiuovo. |                   |                   |
| 14 | Attraverso l'oceano 「出航・新大陸へ！」 - Tabidachi Shintairiku e! – "Il viaggio verso il nuovo continente!" | 6 giugno 1999     | 13 settembre 2000 |
| 14 | Una misteriosa entità chiamata Gennai appare sotto forma di ologramma dopo il combattimento contro Devimon e sprona il gruppo a viaggiare fino al Continente di Server, poiché c'è un altro nemico da sconfiggere, e parla ai ragazzi di oggetti speciali, chiamati Digipietre, che permetteranno ai Digimon di digievolvere oltre il livello campione, e dei Digimedaglioni, che permetteranno loro di canalizzare il potere delle pietre. Con l'aiuto di Leomon, Monzaemon, Frigimon, Centarumon e Mojyamon i ragazzi iniziano la costruzione di una zattera, seguita da un momento molto felice per TK: il suo Digiuovo finalmente si schiude e ad uscirne è Poyomon. I ragazzi infine lasciano l'Isola di File, ma vengono presto ingoiati da un Whamon, che si trova ancora sotto il controllo di un Ingranaggio Nero. Tai lo libera con il suo Digivice e Whamon rivela di sapere dove si trovano i Digimedaglioni. Il Digimon trasporta il gruppo ad un negozio sottomarino, dove vengono attaccati da un Drimogemon posseduto da un Ingranaggio Nero. I ragazzi cercano freneticamente i medaglioni mentre i Digimon si occupano di Drimogemon. È Kabuterimon a distruggere l'Ingranaggio Nero, liberando Drimogemon, mentre è Poyomon a ritrovare i Digimedaglioni. Con al collo i Digimedaglioni, i Digiprescelti approfittano di un passaggio di Whamon per arrivare al Continente di Server. |                   |                   |
| 15 | Etemon e la prima Digipietra 「エテモン！悪の花道」 - Etemon! Aku no Hanamichi – "Etemon! Il male entra in scena" | 13 giugno 1999    | 14 settembre 2000 |
| 15 | Whamon accompagna i ragazzi ed i Digimon fino alle coste di Server. Agumon sente l'odore di Koromon, sua forma precedente. Tuttavia, il gruppo s'imbatte nei Pagumon, non nei Koromon. I Digimon dei ragazzi sono insospettiti, ma i Pagumon offrono al gruppo cibo in abbondanza ed un alloggio. Intanto, Poyomon digievolve Tokomon. Di notte, tuttavia, Tokomon viene rapito dai Pagumon, che lo portano in un nascondiglio segreto, dietro ad una cascata, sorvegliata dai Gazimon. I Pagumon fingono di cercare Tokomon, ma Agumon trova realmente lui e moltissimi Koromon. I Gazimon combattono con Agumon, ma Tai e gli altri lo raggiungono. Tuttavia, arriva anche Etemon, malvagio Digimon simile ad una scimmia che si ritiene un cantante provetto e, con la sua musica, sottrae energia ai Digimon dei ragazzi. I Koromon conducono il gruppo verso una via segreta, dove Tai trova la sua Digipietra, quella del Coraggio. |                   |                   |
| 16 | Greymon contro Etemon 「暗黒進化！スカルグレイモン」 - Ankoku Shinka! SkullGreymon – "Evoluzione oscura! Skullgreymon" | 20 giugno 1999    | 14 settembre 2000 |
| 16 | Izzy intuisce che i Digimon, per potere digievolvere, devono essere al massimo dell'energia e che la loro Digievoluzione è facilitata quando i loro compagni umani sono in pericolo. Tai, poiché è l'unico ad avere una Digipietra, obbliga Agumon a mangiare molto più del necessario, cosicché abbia sufficiente energia per la Digievoluzione. Il gruppo, condotto da Joe grazie alla reazione del Digivice alla presenza della sua Digipietra, raggiunge un Colosseo simile a quello romano, dove Etemon intrappola i ragazzi ed i Digimon (tutti tranne Agumon), e sguinzaglia un malvagio Greymon. Agumon digievolve Greymon ed inizia a combattere l'altro Greymon, mentre Etemon rimane in collegamento tramite un maxischermo. Joe e Gomamon scavano un tunnel, trovando la Digipietra della Sincerità. Greymon sta per avere la peggio contro il Greymon malvagio, ma Tai spinge il suo Digimon a digievolvere con tutto se stesso. La sua, tuttavia, è una Digievoluzione forzata, infatti Greymon diviene SkullGreymon, malvagio e potente Digimon, che distrugge parte del Colosseo. Il Greymon malvagio fugge terrorizzato, mentre SkullGreymon ritorna Koromon per aver perso troppa energia. Tai calma Koromon, che si scusa per il suo comportamento, e decide di impegnarsi per evitare che Greymon divenga ancora una volta SkullGreymon. |                   |                   |
| 17 | Il capitano Kokatorimon 「幻船長コカトリモン！」 - Maboroshi Senchō Kokatorimon! – "Cockatrimon, il capitano dei miraggi!" | 27 giugno 1999    | 15 settembre 2000 |
| 17 | Il gruppo attraversa un deserto, perdendosi all'interno di esso, ed incontra nuovamente Gennai, che rivela loro che il modo corretto per far digievolvere i Digimon è averne cura. Una nave da crociera naviga attraverso la sabbia, governata da molti Numemon, costretti a lavorare dal malvagio capitano della nave, Kokatorimon, un servo di Etemon. Grazie ai suoi poteri, Kokatorimon trasforma Agumon, Gomamon, Tentomon, Gabumon e Tokomon in statue di pietra, mentre i Numemon catturano Tai, Joe, Izzy, Matt e TK. Sora e Mimi riescono a scappare da Kokatorimon grazie a Biyomon e Palmon, che digievolvono Birdramon e Togemon. Sora e Mimi liberano i compagni, mentre i Digimon ritornano normali. I Numemon fuggono e così fanno anche i ragazzi con i loro sette Digimon. Ma Kokatorimon li insegue navigando sulla sua nave da crociera, scontrandosi però contro un cactus gigante che fa rimbalzare, esplodendo, la nave ed il suo capitano. La sommità del cactus quindi si apre ed al suo interno Mimi trova la Digipietra della Purezza. |                   |                   |
| 18 | Piximon, il mago 「妖精！ピッコロモン」 - Yōsei! Piccolomon – "Il folletto! Piccolomon" | 4 luglio 1999     | 15 settembre 2000 |
| 18 | Un Kuwagamon attacca il gruppo nel mezzo del deserto, ma Tai non riesce a far digievolvere Agumon. Interviene il piccolissimo ma potentissimo Piximon, Digimon folletto che, con un colpo solo, elimina Kuwagamon. Grazie ai suoi poteri immensi, Piximon crea un varco, attraverso cui lui ed i ragazzi giungono in una foresta. Piximon li guida verso la sua casa, asserendo di volerli allenare. Piximon dice che Tai ed Agumon hanno bisogno di un allenamento speciale e li intrappola in una caverna, spedendoli in Giappone, dove Tai ritrova, dopo un viaggio nei ricordi, la fiducia in Agumon. Intanto, Izzy e Matt decidono di cercare Tai, ma sono costretti ad uscire dalla foresta, la quale si trova in una sorta di barriera, che impedisce a coloro che ne sono al di fuori di vedere all'interno. I due ragazzi capiscono che le loro Digipietre si trovano in un pozzo, posto a pochi metri dallo scudo magico. Izzy e Matt escono dallo scudo e prendono rispettivamente le Digipietre della Saggezza e dell'Amicizia, ma Etemon invia un Tyrannomon ad attaccarli. Izzy e Matt tornano nella bolla magica, ma Tyrannomon, vedendoli entrare, entra a sua volta. Grazie ai suoi poteri, Piximon percepisce che Tyrannomon è entrato nella sua foresta. Lui ed i ragazzi vanno incontro a Matt ed Izzy, tuttavia impotenti: il potente Tyrannomon inizia a bruciare la foresta. Piximon non lo attacca: dice che deve essere Tai a sconfiggerlo, nonostante il fatto che potrebbe facilmente eliminare il nemico e spegnere gli alberi in fiamme. Tai ed Agumon tornano a Digiworld, richiamati dalla situazione incombente. Agumon digievolve Greymon e sconfigge facilmente Tyrannomon, segno della rinnovata amicizia e del legame tra Tai ed il suo Digimon partner. |                   |                   |
| 19 | Datamon e il labirinto 「迷宮のナノモン」 - Meikyū no Nanomon – "Nanomon del labirinto!" | 11 luglio 1999    | 18 settembre 2000 |
| 19 | Sul computer portatile di Izzy appare una e-mail, in cui un Digimon chiede aiuto e dice di voler dare loro la Digipietra dell'Amore di Sora. Izzy capisce infine la vera natura di Digiworld: è in realtà un programma per computer, in cui i ragazzi sono composti solo da dati, così come ogni cosa che li circonda. Tai inizia a credere allora di essere immortale, come i personaggi dei videogiochi. TK trova intanto la sua Digipietra, quella della Speranza. Il gruppo raggiunge Datamon, il Digimon che ha inviato l'e-mail, che si trova prigioniero del quartier generale di Etemon, una grande piramide rovesciata. Una volta liberato, dice ai ragazzi di odiare Etemon e di volerlo uccidere. Ma Etemon stesso arriva e Datamon, che aveva agito da doppiogiochista, rapisce Biyomon e Sora. Tai lo insegue, ma per farlo deve passare attraverso una rete con l'alta tensione. Il ragazzo pensa ancora di essere immortale e che quindi attraversare la rete non sarà un problema. Izzy, tuttavia, lo avverte che se dovesse morire a Digiworld, morirebbe anche sulla Terra. Tai, spaventato, esita, e Datamon fugge. L'intento del Digimon è di creare una copia di Sora per poter controllare Biyomon ed usarla contro Etemon. |                   |                   |
| 20 | Il momento giusto 「完全体進化！メタルグレイモン」 - Kanzentai Shinka! MetalGreymon – "Evoluzione al livello Perfetto! Metalgreymon" | 25 luglio 1999    | 19 settembre 2000 |
| 20 | Il gruppo fugge da Etemon e si organizza per salvare Sora. Matt, Joe, Garurumon e Ikkakumon distraggono i Gazimon, i Monochromon ed i Tyrannomon, guardie di Etemon. Tai, Izzy, Agumon e Tentomon evitano quindi i Digimon servi di Etemon e cercano Datamon. Mimi e Palmon proteggono TK e Tokomon, nascondendosi dietro ad una duna di sabbia. Ma poiché né Tai né gli altri sono ancora tornati, Palmon digievolve Togemon e, con Mimi, va alla ricerca di Matt e Joe. Etemon scopre Tai ed Izzy. Tentomon digievolve Kabuterimon per rallentarlo ed Izzy si ferma con lui. Tai si fa coraggio e trova Sora. Kabuterimon va al tappeto, ma al suo fianco improvvisamente si staglia Greymon. Etemon lo sconfigge e raggiunge Tai, Sora, Biyomon e Datamon, con quest'ultimo che, nonostante le mille bugie dette ai ragazzi, è veramente in possesso della Digipietra di Sora. I Gazimon, i Monochromon ed i Tyrannomon sono troppi per Togemon, Garurumon e Ikkakumon, ma TK e Tokomon guidano i loro amici al riparo. Sora riesce a prendere la sua Digipietra e Datamon cade all'interno di un buco, trascinando con sé Etemon in un groviglio di cavi neri e virus di computer. Tai, Sora, Izzy, Agumon, Biyomon e Tentomon fuggono e trovano i loro compagni. Tuttavia, Etemon è sopravvissuto alla rete di cavi ed attacca il gruppo. La Digipietra del Coraggio si attiva e Agumon, digievoluto Greymon, superdigievolve MetalGreymon, la vera Superdigievoluzione del Digimon di Tai, e sconfigge definitivamente Etemon. L'energia sprigionata della battaglia è tale che, unita al groviglio di cavi neri, crea un varco dimensionale che uccide i servi di Etemon e trasporta Tai e MetalGreymon a Tokyo. |                   |                   |
| 21 | Ritorno a casa 「コロモン東京大激突！」 - Koromon Tōkyō Daigekitotsu! – "Koromon e il grande scontro a Tokyo!" | 1º agosto 1999    | 19 settembre 2000 |
| 21 | Tornato a Tokyo, Koromon e Tai incontrano la sorellina di quest'ultimo, Kari Kamiya, che pare essere a conoscenza di Digiworld. Kari dice inoltre di conoscere Koromon. Tai scopre che il tempo scorre in maniera differente a Digiworld: sulla Terra sono passati pochi minuti da quando è stato risucchiato con gli amici nel varco per il mondo digitale. Molti Digimon stanno comparendo in maniera casuale sulla Terra, ma solo Tai, Koromon e Kari riescono a vederli. Koromon giunge alla conclusione di dover tornare a Digiworld ad aiutare i loro amici: digievolve così Agumon ed inizia a combattere Ogremon, improvvisamente comparso nel mondo reale. Nel cielo si apre un varco dimensionale e Agumon ne viene attratto. Agumon dice a Tai che deve scegliere: o tornare con lui a Digiworld, o rimanere con sua sorella Kari, lasciando il mondo digitale nel caos più totale poiché il compito dei Digiprescelti è quello di salvarlo dalle forze del male. Tai promette allora ad Agumon di aiutarlo e dice a Kari che tornerà molto presto da lei. Infine, anche Tai si fa trasportare a Digiworld. Tuttavia, all'oscuro di tutti tranne che del pubblico, anche Kari possiede un Digivice. |                   |                   |
| 22 | L'astuto DemiDevimon 「ささやく小悪魔ピコデビモン」 - Sasayaku Koakuma PikoDevimon – "La calunnia del diavoletto, Picodevimon" | 8 agosto 1999     | 20 settembre 2000 |
| 22 | Tornati a Digiworld, Tai e Agumon scoprono che lì sono passati circa due mesi dalla loro partenza per Tokyo. Di tutto il gruppo dei Digiprescelti, i due trovano solo Tokomon con il Digivice, la Digipietra ed il Digimedaglione di TK. Tokomon racconta di come tutti temessero che Tai fosse morto. Uno ad uno, tutti se ne andarono: Sora e Biyomon furono le prime a partire per cercare Tai; Izzy e Tentomon invece cercarono di contattare Gennai (sperando che potesse dirgli dove fosse Tai); Joe e Gomamon partirono per cercare Izzy e Tentomon che non ritornavano e dopo di loro partirono anche Mimi e Palmon alla ricerca di Sora e Biyomon. Matt, TK, Gabumon e Tokomon rimasero insieme, fino a quando Matt non disse di voler andare anch'egli a cercare gli altri. Rassicurò TK dicendo che sarebbe tornato presto, ma non tornò per diversi giorni. Un Digimon di nome DemiDevimon trovò TK e Tokomon, dicendo loro che Matt li aveva lasciati per sempre, ingannandoli, poiché in realtà odiava il fratellino TK. Tokomon si oppose a DemiDevimon che, tuttavia, convinse TK ad abbandonare il suo amico Digimon. Tai e i due Digimon decidono di partire alla ricerca di tutti gli altri. I tre trovano presto TK e DemiDevimon. Quest'ultimo convince il gruppetto a mangiare dei funghi, ma una voce femminile, chiaramente di Sora, avverte Agumon: quelli sono funghi che fanno perdere la memoria. Agumon non riesce a capire di chi sia la voce che ha sentito, ma nonostante tutto ferma Tai e gli altri, impedendogli di mangiare i funghi. DemiDevimon, messo alle strette, attacca TK. Tokomon, ristabilito il legame con il suo partner, digievolve Patamon e si confronta con DemiDevimon che, dopo un breve duello, fugge via. |                   |                   |
| 23 | Un grande amico! 「友よ！ワーガルルモン」 - Tomo yo! WereGarurumon – "Amico mio! Weregarurumon" | 15 agosto 1999    | 20 settembre 2000 |
| 23 | Scopriamo perché Matt e Gabumon non riescono a mantenere la promessa fatta a TK di ritornare da lui entro poche ore. Infatti, i due decidono di rimanere ad aiutare Joe e Gomamon a lavorare in un ristorante: Joe aveva mangiato lì, ma i padroni del locale (Vegiemon e Digitamamon, un Digimon di livello evoluto) non accettano pagamenti in yen, ma solo in dollari. Per via di svariati incidenti capitati a Joe, quest'ultimo ed i suoi tre amici dovranno restare molto a lungo a lavorare nel ristorante come forma di risarcimento per gli incidenti. Matt inizia ad essere furioso perché pensa che Joe combini guai apposta per tenerlo lì a lavorare con lui. Ma in realtà è DemiDevimon l'autore degli incidenti che avvengono nel ristorante, non Joe. Tai, TK, Agumon e Patamon raggiungono il ristorante, si rendono conto della situazione e decidono di liberare Joe e Matt. DemiDevimon scappa, mentre Digitamamon ingaggia una lotta conto Garurumon. Vegiemon colpisce TK, ma Joe lo salva, a rischio della sua stessa vita. Matt si rende conto dell'errore commesso nel valutare l'amico, attivando così la Digipietra dell'Amicizia, consentendo a Garurumon di superdigievolvere WereGarurumon e di sconfiggere il potente Digitamamon. Tai, Matt, Joe e TK, con i loro Digimon partner, partono alla ricerca degli altri. |                   |                   |
| 24 | Il trionfo di MegaKabuterimon 「撃破！アトラーカブテリモン」 - Gekiha! AtlurKabuterimon – "Sfondamento! Atlurkabuterimon" | 22 agosto 1999    | 21 settembre 2000 |
| 24 | Matt e TK si dividono da Tai e Joe per cercare Izzy. Izzy e Tentomon, alla ricerca di Gennai, vengono catturati da Vademon, un Digimon effeminato che vende le menti dei Digimon. Vademon ruba, sotto richiesta di DemiDevimon, il Digimedaglione di Izzy. Il ragazzo viene quindi ipnotizzato, perdendo la sua mente avida di sapere. Più il ragazzo cade sotto il controllo di Vademon, più il suo valore fondante lo abbandona e di conseguenza più Tentomon s'indebolisce: presto de-digievolve Motimon, tornando poi addirittura al livello primario de-digievolvendo Pabumon. DemiDevimon, intanto, sta cercando di comprare la Digipietra di Izzy da Vademon. Tuttavia, Izzy s'intenerisce alla vista del piccolo Pabumon e riesce a riprendersi la sua mente avida di sapere ed il suo Digimedaglione, grazie a cui Pabumon sale velocemente di livello, fino a superdigievolvere MegaKabuterimon, potente Digimon di livello evoluto che riesce a sconfiggere Vademon. DemiDevimon fugge e MegaKabuterimon regredisce Motimon. Izzy e Motimon lasciano la casa di Vademon ed incontrano TK e Matt. Assieme, partono alla ricerca di Mimi e Sora. |                   |                   |
| 25 | Il re tiranno 「眠れる暴君！トノサマゲコモン」 - Nemureru Bōkun! TonosomaGekomon – "Il tiranno addormentato! Tonosamagekomon" | 29 agosto 1999    | 21 settembre 2000 |
| 25 | Tai, Joe ed i rispettivi Digimon giungono in un castello, dove trovano Mimi, la quale è trattata come una principessa dai Gekomon e dagli Otamamon, che affermano che soltanto lei, con il suo canto, è in grado di risvegliare il loro re ShogunGekomon. Quando Tai e Joe provano a farle cambiare idea e a portarla con loro con un trucco, Mimi li fa imprigionare. Grazie a Sora, durante la notte, Mimi si accorge del suo cambiamento e del suo comportamento riprovevole e, dopo aver chiesto scusa a tutti, inizia a cantare. I Gekomon e gli Otamamon avevano ragione: ShogunGekomon si sveglia, ma si infuria per essere stato svegliato durante un sogno che gli piaceva molto. ShogunGekomon distrugge il palazzo ed attacca i Gekomon, gli Otamamon ed i ragazzi. Mimi, in pericolo, viene salvata da Togemon. MetalGreymon, invece, riesce a sconfiggere ShogunGekomon. |                   |                   |
| 26 | Garudamon, ali gloriose! 「輝く翼！ガルダモン」 - Kagayaku Tsubasa! Garudamon – "Ali splendenti! Garudamon" | 5 settembre 1999  | 22 settembre 2000 |
| 26 | Una volta che il gruppo composto da Tai, Joe, Mimi, Agumon, Gomamon e Palmon ritrova quello composto da Matt, Izzy, TK, Gabumon, Tentomon e Patamon, i ragazzi si chiedono dove siano Sora e Biyomon, rendendosi conto, parlando tutti insieme, che le due nell'ultimo periodo hanno continuamente aiutato il resto del gruppo, seppur rimanendo nell'ombra. Infine i sei ragazzi trovano l'amica. La ragazza afferma che DemiDevimon le ha spiegato dettagliatamente la provenienza dei valori dei suoi amici, ma che è convinto che il suo Digimedaglione non funzionerà mai, poiché Sora possiede la Digipietra dell'Amore e, non avendo mai ricevuto abbastanza amore da parte di nessuno, soprattutto di sua madre, non è certamente in grado di provarne lei stessa. Mentre provano a convincere Sora delle falsità nascoste nel discorso di DemiDevimon e delle cattive intenzioni di quest'ultimo, il Digimon scova i ragazzi ed avvisa il suo signore, Myotismon. Un Devidramon traina una carrozza nel cielo, da cui cade una bara. Essa si apre e ne esce Myotismon stesso. Il malvagio Digimon attacca immediatamente i ragazzi, sconfiggendo facilmente tutti i Digimon. Biyomon, ferita, vuole continuare a lottare e così digievolve Birdramon, ma viene ferita da Myotismon. La preoccupazione e l'amore di Sora per l'amica attivano la sua Digipietra. La ragazza riesce finalmente a capire che DemiDevimon mentiva, consentendo a Birdramon di superdigievolvere Garudamon. Ma Myotismon è troppo forte, così Garudamon si preoccupa di portare i ragazzi in salvo. |                   |                   |
| 27 | Il castello incantato 「闇の城ヴァンデモン」 - Yami no Shiro Vandemon – "Vamdemon, il castello oscuro" | 12 settembre 1999 | 22 settembre 2000 |
| 27 | Gennai appare improvvisamente ed informa i ragazzi dell'esistenza di un ottavo Digiprescelto, che vive anch'esso in Giappone, e che Myotismon sta progettando di andare nel mondo reale con un'armata di Digimon malvagi per trovarlo/a. I Digiprescelti riescono ad intrufolarsi nel castello di Myotismon per cercare di fermare il suo tentativo di aprire un passaggio che gli permetterà di accedere direttamente al mondo reale, più precisamente a Tokyo. Tuttavia, i ragazzi vengono rallentati da Gatomon, tirapiedi di Myotismon, che anima diverse statue di Devidramon per costringerli a combattere. Poco prima che il portale si chiuda, Gatomon raggiunge Myotismon e giunge anch'ella a Tokyo, facendo in modo che il gruppo dei Digiprescelti rimanga a Digiworld. |                   |                   |
| 28 | Di corsa verso il Giappone! 「追撃！日本へ急げ」 - Tsuigeki! Nippon e Isoge – "Inseguimento! Verso il Giappone" | 19 settembre 1999 | 25 settembre 2000 |
| 28 | I ragazzi vengono convocati all'abitazione di Gennai e si mettono in viaggio per raggiungerla. Una volta lì, l'entità digitale rivela loro alcuni segreti riguardanti Digiworld. Gennai consegna ai ragazzi dieci carte (rappresentanti Agumon, Gomamon, Elecmon, Gazimon, Unimon, Drimogemon, Kuwagamon, Andromon, Digitamamon e ShogunGekomon), la cui giusta combinazione permetterà al gruppo di raggiungere Myotismon a Tokyo. I ragazzi decidono di nominare un capo e Tai viene ufficialmente eletto per ricoprire questa carica. I ragazzi arrivano al castello di Myotismon ma devono vedersela con Dokugumon, mentre il castello crolla in pezzi. Nel frattempo Tai, da buon capo, incarica Izzy, per la sua saggezza e grande conoscenza, di trovare il modo di disporre in ordine le carte ed il ragazzo non tradisce le aspettative: le carte vanno posizionate in base al tipo (Virus, Dati, Vaccino) e al livello (intermedio, campione, evoluto). Ma Agumon e Gomamon sono entrambi Digimon di tipo Antivirus e di livello intermedio e Izzy non sa decidersi tra le due. Tai sceglie la carta di Gomamon, tralasciando quella di Agumon (anche se tempo dopo il ragazzo, interrogato sull'argomento, confessa in modo infantile di non aver scelto la carta di Agumon perché voleva tenerla). Il portale si riapre e, dopo la distruzione di Dokugumon da parte di WereGarurumon, i ragazzi, insieme ai loro fidati Digimon, tornano a casa. |                   |                   |
| 29 | Strane coincidenze 「マンモン光が丘大激突！」 - Manmon Hikarigaoka Daigekitotsu! – "Mammon: il grande scontro a Hikarigaoka!" | 26 settembre 1999 | 25 settembre 2000 |
| 29 | I Digiprescelti ritornano al campo estivo dal quale erano originariamente partiti e, insieme ai loro Digimon, partono alla ricerca dell'ottavo Digiprescelto. Si recano così nel quartiere di Hikarigaoka ma, improvvisamente, vengono attaccati da uno scagnozzo di Myotismon, Mammothmon, che viene affrontato e sconfitto da Garudamon. Ognuno dei ragazzi ricorda di aver vissuto in passato in quel quartiere e di esser andato via per colpa dello scoppio di una bomba. Riflettendo bene e richiamando i loro ricordi, i ragazzi si rendono conto che non era una bomba quella che aveva devastato il quartiere, bensì una battaglia fra due Digimon, Greymon e Parrotmon, alla quale tutti e sette avevano assistito. Agumon interviene e afferma di aver già visto Tai prima del suo arrivo a Digiworld e che, al momento del loro incontro, aveva la sensazione di conoscerlo. Così Izzy suggerisce di cercare lì l'ottavo Digiprescelto, supponendo che anche lui possa aver abitato ad Hikarigaoka e quindi essere stato testimone della battaglia. |                   |                   |
| 30 | Viaggio verso casa 「デジモン東京大横断」 - Digimon Tōkyō Daiōdan – "I Digimon e la grande traversata di Tokyo!" | 3 ottobre 1999    | 26 settembre 2000 |
| 30 | I Digiprescelti hanno una serie di disavventure nel tentativo di tornare a casa, a Odaiba. I ragazzi prendono la metropolitana, mentre i loro Digimon fingono di essere dei pupazzi. Purtroppo, durante il viaggio, i ragazzi si addormentano, saltando la loro fermata. Riescono tuttavia ad ottenere un passaggio in un furgone. L'autista, accidentalmente, spinge Izzy da un ponte. Grazie all'intervento di Motimon, digievoluto Tentomon, riesce a salvarsi. Intanto, nel fiume sottostante il ponte, appare il malvagio Gesomon, ma Ikkakumon riesce a sconfiggerlo. Successivamente, il Digimon trasporta i ragazzi verso casa. In questo episodio ci sono diversi indizi su quello che succederà nella storia principale di lì a poco: la stazione nella quale i ragazzi devono fermarsi per andare a casa è la stazione di Hikarigaoka, un riferimento agli avvenimenti che porteranno Kari ad essere l'ottavo Digiprescelto e ad avere Gatomon come Digimon partner. Inoltre, durante il viaggio dei ragazzi in furgone, Wizardmon attraversa la strada con in mano dei palloncini. |                   |                   |
| 31 | Il mostro di fango 「レアモン！東京湾襲撃」 - Raremon! Tōkyōwan Shūgeki – "Raremon! Attacco a sorpresa alla baia di Tokyo" | 10 ottobre 1999   | 26 settembre 2000 |
| 31 | Tai inizia a pensare che sia sua sorella Kari l'ultimo Digiprescelto. Miko, il gatto di Kari, giocando con il Digivice della bambina, lo spinge accidentalmente giù dal balcone. Il gatto va a cercarlo e lo ritrova ma, dopo varie disavventure, sale su un camion e rimane chiuso dentro. Gennai avvisa Izzy via computer della presenza di Raremon che, insieme a DemiDevimon, è alla ricerca dell'ottavo Digiprescelto tramite il segnale del Digivice. Izzy telefona ai suoi amici, ma nessuno gli risponde: sono stanchi e già a letto. Il ragazzo decide di uscire da solo con Tentomon e i due affrontano Raremon da soli ma, durante lo scontro, il Digivice di Izzy inizia a brillare: il Digivice dell'ottavo Digiprescelto è vicino. Tuttavia, anche Raremon, grazie ad una copia dell'ottavo Digimedaglione, avverte la presenza del Digivice. Tentomon digievolve Kabuterimon, sconfiggendo il nemico. Miko riesce a liberarsi, ma il Digivice viene rubato da una gazza ladra. Izzy continua a cercare l'ottavo bambino prescelto, ma senza successo. |                   |                   |
| 32 | Battaglia alla torre di Tokyo 「熱いぜ東京タワー！デスメラモン」 - Atsui ze Tōkyō Tower! DeathMeramon – "Tokyo Tower incandescente! Deathmeramon" | 17 ottobre 1999   | 27 settembre 2000 |
| 32 | Gli avvistamenti di vari Digimon giunti sulla Terra sono ormai sulla prima pagina di tutti i giornali ed alla televisione, a Tokyo, non si parla d'altro. Tai e gli altri si dividono in coppie per cercare l'ottavo Digiprescelto: Tai ed Izzy, Matt e TK, Sora e Mimi. Joe, intanto, resta a casa a telefonare a tutti i ragazzi che abitavano ad Hikarigaoka per cercare degli indizi. I gruppi iniziano a perlustrare Hikarigaoka e Shibuya, mentre Gatomon incontra Kari: il Digimon si chiede se sia proprio lei l'ottavo Digiprescelto. Sora e Mimi vanno sulla Torre di Tokyo, venendo assalite da SkullMeramon. Birdramon e Togemon provano a rallentarlo, ma sono troppo deboli. Tai ed Izzy arrivano in soccorso mentre SkullMeramon cerca di spezzare in due la torre e Kabuterimon interviene per non farla cadere. Intanto, Greymon superdigievolve MetalGreymon e sconfigge SkullMeramon. |                   |                   |
| 33 | Due Digimon nella città dei bambini 「パンプとゴツは渋谷系デジモン」 - Panpu to Gotsu wa Shibuyakei Digimon – "Pump e Gottsu, Digimon in stile Shibuya" | 24 ottobre 1999   | 27 settembre 2000 |
| 33 | Dopo un'intensa giornata di ricerche, Matt accompagna TK a casa, ma durante il tragitto in treno TK e Patamon litigano. Patamon scappa e Matt e Gabumon convincono il bambino a cercare il Digimon scappato. I tre s'imbattono in Pumpkinmon e Gotsumon, servi di Myotismon che preferiscono giocare piuttosto che cercare l'ottavo Digiprescelto. Pumpkinmon e Gotsumon giocano con Matt, TK e Gabumon, ma vengono sorpresi da Myotismon che, nonostante i tentativi di difendersi dei due Digimon, li uccide senza pietà. Matt si infuria e Gabumon digievolve Garurumon per contrastare il malvagio Digimon. Tuttavia, per potergli tener testa, Garurumon deve superdigievolvere WereGarurumon. Dopo un breve scontro fra i due interviene Patamon, che trova TK e, data la sofferenza che sta provando il partner, riesce a digievolvere nuovamente in Angemon. WereGarurumon ed Angemon riescono a mettere in fuga Myotismon, ma a Matt e TK rimane il vuoto della perdita dei due amici Pumpkinmon e Gotsumon. |                   |                   |
| 34 | Il misterioso destino di Gatomon 「運命の絆！テイルモン」 - Unmei no Kizuna! Tailmon – "Il legame del destino! Tailmon" | 31 ottobre 1999   | 28 settembre 2000 |
| 34 | Gatomon continua a seguire Kari, ma nemmeno il Digimon riesce a spiegarsene il motivo. Wizardmon, servo di Myotismon, trova l'ottavo Digivice, ma lo consegna a Gatomon: i due sono amici da molto tempo. Wizardmon ricorda che Gatomon, un tempo, gli disse che stava cercando qualcuno, ma non riusciva a ricordarsi chi fosse. Quindi la porta da Kari e fa incontrare la bambina ed il Digimon, rivelando ciò che era ormai palese: Kari è l'ottavo Digiprescelto e Gatomon è in realtà il suo Digimon partner. Wizardmon e Gatomon vanno quindi alla ricerca dell'ottavo Digimedaglione con relativa Digipietra della Luce, che però Myotismon tiene con sé. Il Digimon malvagio prende atto del tradimento dei due ed inizia a combattere contro Wizardmon e poi contro Greymon, intervenuto insieme a Tai dopo essersi accorto del combattimento. Tuttavia, il combattimento termina in favore del Digimon malvagio, che cattura Gatomon e ferisce molto gravemente Wizardmon, per poi scappare. |                   |                   |
| 35 | La nebbia si dirada... 「お台場の妖精！リリモン開花」 - Odaiba no Yōsei! Lilimon Kaika – "La fata di Odaiba! Lilimon fiorisce" | 7 novembre 1999   | 28 settembre 2000 |
| 35 | Per opera di Myotismon, il quartiere di Odaiba viene completamente circondato dalla nebbia ed isolato dal resto di Tokyo, mentre Digimon malvagi pattugliano le strade. Il padre di Matt, che fa il giornalista, e la sua troupe vengono attaccati da DarkTyrannomon e dai Gizamon. Grazie a Phantomon e ai Bakemon, Myotismon cattura tutti gli abitanti di Odaiba, incluse Sora e Mimi, le quali però provano ad ideare un piano di fuga. Intanto, Joe e TK cercano di entrare ad Odaiba. Sora riesce a far fuggire i prigionieri, ma arriva DarkTyrannomon. Biyomon e la madre di Sora vanno in aiuto della ragazza, mentre Mimi si arrabbia con Myotismon, chiedendogli se sia necessario far soffrire la gente in questo modo. La Digipietra della Purezza si illumina e Togemon trova l'energia sufficiente per superdigievolvere Lillymon, Digimon simile ad una fata. Grazie ai suoi poteri il Digimon riesce a rendere DarkTyrannomon mansueto, tuttavia arriva Myotismon che elimina il Digimon. Inizia così un duello fra Lillymon e Myotismon. Nel frattempo, Sora viene liberata dai Phantomon grazie a sua madre e a Biyomon, che digievolve Birdramon ed affronta il Digimon, causandone la fuga. Sora riesce a scappare grazie a Birdramon, ma tutti gli abitanti di Odaiba, comprese la madre di Sora e Mimi, vengono ricatturati. |                   |                   |
| 36 | Tutti per uno... 「結界突破！ズドモンスパーク！」 - Kekkai Toppa! Zudomon Spark! – "Rompi la barriera! Zudomon spark!" | 14 novembre 1999  | 29 settembre 2000 |
| 36 | Dopo una dura battaglia, Myotismon paralizza Lillymon. Birdramon e Sora riescono a fuggire, portando con loro il corpo esanime di Lillymon. Gennai spiega ad Izzy come creare una barriera contro i Bakemon, che permette a Izzy stesso, a Tentomon ed ai genitori di Izzy di salvarsi da Phantomon e dai Bakemon. Myotismon, intanto, sta usando Gatomon per cercare di identificare l'ottavo Digiprescelto. Joe e TK, che stanno viaggiando sul dorso di Ikkakumon verso la Baia di Odaiba, trovano Wizardmon, privo di forze, con l'ottavo Digimedaglione. Vengono quindi attaccati da MegaSeadramon. Quando Joe quasi affoga per salvare TK caduto in mare, la sua Digipietra della Sincerità si illumina ed Ikkakumon superdigievolve Zudomon e lo sconfigge. Tai e Greymon frattanto cercano di liberare i prigionieri di Myotismon, che nel frattempo sono stati addormentati da DemiDevimon. Mimi aiuta Tai nel suo intento. Sora raggiunge intanto Matt, Gabumon e Kari. Phantomon ha però seguito Sora e manda Snimon e Tuskmon ad attaccarla. Garurumon combatte contro Tuskmon, mentre Birdramon, che superdigievolve Garudamon, deve vedersela con Snimon. Phantomon non esita ad attaccare anche Matt. Sora prova a lottare col malvagio Digimon, venendo ferita. Kari, non potendo sopportare ancora la vista di tali malvagità, si consegna spontaneamente a Phantomon che, in cambio, fa andare via Snimon e Tuskmon. Phantomon conduce così Kari da Myotismon. |                   |                   |
| 37 | Una grande scoperta 「完全体総進撃！きらめくエンジェウーモン」 - Kanzentai Sō Shingeki! Kirameku Angewomon – "L'attacco combinato dei livelli Perfetti! Angewomon scintillante" | 21 novembre 1999  | 29 settembre 2000 |
| 37 | Kari dice a Myotismon apertamente che ciò che sta facendo è perfettamente inutile, ingiusto e cattivo. Gatomon intanto si riunisce a Kari. Wizardmon informa Joe e TK che è Kari l'ottavo Digiprescelto. Tai e Agumon si infiltrano nel Centro Convegni dove tutti i prigionieri di Myotismon sono stati messi in uno stato di sonno incantato da DemiDevimon. La Digipietra di Mimi la sveglia e la ragazza prova a scappare. Nel frattempo i Bakemon attaccano Tai e Agumon, ma quest'ultimo digievolve Greymon e li distrugge facilmente. I due incontrano Mimi e si fanno strada con lei verso la stazione televisiva. Una volta lì, tutti i Digiprescelti tranne Kari sono finalmente riuniti e, dopo che Wizardmon guarisce Lillymon, il gruppo affronta Myotismon e Phantomon; tuttavia, Myotismon sembra diventato più potente poiché sventa senza problemi tutti i loro attacchi. L'unico Digimon che gli arreca dei danni è Angemon, che distrugge Phantomon e ferisce Myotismon con un solo colpo grazie ai suoi poteri sacri, ma nemmeno lui è abbastanza potente da eliminare il Digimon vampiro. Myotismon prova ad uccidere Kari e Gatomon, ma Wizardmon si frappone tra loro ed il colpo, finendo per perdere la vita. La sua morte fa infuriare Kari così tanto che DemiDevimon fa cadere il suo Digivice diventato improvvisamente rovente, permettendo a Tai di recuperarlo e di darlo alla sorella. Essendo finalmente entrata in possesso di Digivice, Digimedaglione e Digipietra della Luce, Kari permette a Gatomon di Superdigievolvere in Angewomon, che chiede agli altri Digimon la loro forza per rendere gli attacchi del Digimon angelo più forti. Angewomon distrugge quindi Myotismon con la sua Freccia Sacra, potenziata dai poteri di tutti. Tuttavia, la nebbia, invece di dissiparsi con la morte di Myotismon, si fa più fitta. |                   |                   |
| 38 | Pronti a tutto! 「復活！魔王ヴェノムヴァンデモン」 - Fukkatsu! Maō VenomVandemon – "Rinascita! Il re dei demoni Venomvamdemon" | 28 novembre 1999  | 2 ottobre 2000    |
| 38 | Gennai parla ai ragazzi di una profezia che potrebbe salvare il Mondo reale e quello dei Digimon, ma prima Izzy e gli altri devono essere in grado di decifrarla. Intanto, dei pipistrelli attaccano tutti i Digimon di Myotismon e, assorbiti i dati di tutti, compreso DemiDevimon, si fondono insieme, creando VenomMyotismon. Patamon e Gatomon digievolvono Angemon e Angewomon e tutti gli altri Digimon digievolvono a loro volta, sperando di fermare VenomMyotismon. Angemon ed Angewomon, dopo che il gruppo riesce a decifrare la profezia, lanciano, rispettivamente, la Freccia della Speranza verso Matt e quella della Luce verso Tai, permettendo così a Gabumon ed Agumon di megadigievolvere in MetalGarurumon e WarGreymon. |                   |                   |
| 39 | Due mondi uniti 「二大究極進化！闇をぶっとばせ!」 - Ni Daikyūkyoku Shinka! Yami o Buttobase! – "Due evoluzioni Definitive! Distruggiamo l'oscurità!" | 5 dicembre 1999   | 2 ottobre 2000    |
| 39 | Anche se hanno raggiunto il livello mega, WarGreymon e MetalGarurumon non sono in grado di sconfiggere da soli VenomMyotismon. Gli altri Digimon digievolvono al livello campione (eccetto Angewomon che è di livello evoluto) e tutti insieme attaccano VenomMyotismon. I loro attacchi rivelano una bestia di qualche tipo all'interno dello stomaco del Digimon malvagio e Tai immagina che quello possa essere il suo punto debole. Le Digipietre dei ragazzi trattengono VenomMyotismon, mentre WarGreymon scaglia la sfera gigante precedentemente posta sul tetto della stazione televisiva all'interno del buco per tenerlo aperto. A quel punto, WarGreymon e MetalGarurumon concentrano i loro attacchi verso la creatura, che viene distrutta come succede a VenomMyotismon immediatamente dopo. I ragazzi rimangono tuttavia stupiti nel vedere che il cielo, tornato visibile dopo che la nebbia si è diradata, è squarciato da immagini di un altro continente. Iniziano ad apparire alcuni Digimon, ma essi sono come immateriali: la MaxiSaetta di Kabuterimon, per esempio, non riesce a colpire un Kuwagamon apparso dal nulla. Izzy intuisce che il continente nel cielo è Digiworld. Alcuni aerei militari vengono inviati verso il cielo, poiché né satelliti né radar percepiscono cosa sia quel continente nel cielo. Gli aerei, tuttavia, precipitano nell'avvicinarvisi poiché le loro ali si congelano istantaneamente, ma vengono prontamente afferrati da Garudamon. I ragazzi si rendono conto che, dato il differente scorrere del tempo tra i due mondi, a Digiworld sono passati anni dalla loro partenza e capiscono che nel mondo digitale deve essere successo qualcosa di grave. Sapendo di rappresentare l'unica speranza di salvezza per Digiworld, i bambini prescelti decidono di tornare immediatamente a Digiworld, stavolta anche con Kari a completare il gruppo. I loro genitori, dopo qualche riluttanza iniziale, danno ai ragazzi il permesso di partire ed i Digivice dei ragazzi aprono un portale verso Digiworld. |                   |                   |
| 40 | Un nuovo mondo! 「魔の山の四天王！ダークマスターズ」 - Ma no Yama no Shitennō! Dark Masters – "I quattro re del monte malvagio! I Sovrani Oscuri" | 12 dicembre 1999  | 3 ottobre 2000    |
| 40 | I ragazzi ed i loro Digimon ritornano a Digiworld, dove Chuumon li informa che i quattro Padroni delle Tenebre hanno trasferito Digiworld nel Monte Spirale ed hanno intenzione di conquistare il mondo digitale. I ragazzi vengono attaccati da MetalSeadramon, così i loro Digimon digievolvono, ma non possono sconfiggerlo poiché troppo rapido e di livello mega. Incontrano poi il secondo Padrone delle Tenebre, il potente Machinedramon, ma anche in questo caso non possono fronteggiarlo: ha un'ottima difesa (è fatto di metallo) e fisicamente è molto forte. Il terzo Padrone delle Tenebre, Puppetmon, controlla i ragazzi come fossero dei burattini e, dopo essersi divertito un po' con i Digimon dei ragazzi, li trasporta dal quarto Padrone delle Tenebre, il più potente, Piedmon. Piedmon cerca di uccidere Mimi e le lancia contro un pugnale. Interviene Chuumon, che prende il colpo destinato a Mimi per salvare la ragazza e viene così eliminato. Quando tutto sembra perduto, il potente Piximon accorre in aiuto dei ragazzi e, con una sfera invisibile, protegge i Digiprescelti e li spedisce lontano. Piximon decide di rimanere a combattere i Padroni delle Tenebre, conscio del fatto di non poterli fronteggiare. Tuttavia, sa che i Digiprescelti potranno in futuro sconfiggere i Digimon malvagi. Seppur per pochi minuti, il piccolo Piximon tiene testa ai Padroni delle Tenebre. Ma quattro Digimon di livello mega forti come loro sono troppo anche per Piximon, che viene così eliminato. Tuttavia, il suo sacrificio non è vano: i ragazzi ed i loro otto Digimon sono lontani ed al sicuro. |                   |                   |
| 41 | La vendetta di MetalSeadramon 「荒ぶる海の王！メタルシードラモン」 - Araburu Umi no Ō! MetalSeadramon – "Il re del mare in burrasca! Metalseadramon" | 19 dicembre 1999  | 3 ottobre 2000    |
| 41 | I Digiprescelti fanno ritorno sulla spiaggia dove combatterono Shellmon, che li attacca nuovamente su ordine di MetalSeadramon. Tuttavia, senza bisogno di digievolvere, i Digimon di livello intermedio riescono a sconfiggerlo: sono molto più forti ora. MetalSeadramon invia un altro suo scagnozzo, Scorpiomon. Scorpiomon e MetalSeadramon per poco non uccidono i ragazzi, ma Lillymon e Zudomon salvano i Digiprescelti. Tai e gli altri iniziano a dubitare delle capacità dei loro compagni Digimon rispetto a quelle dei Padroni delle Tenebre. MetalSeadramon, intanto, torna alla carica e Lillymon si ferma per permettere la fuga dei ragazzi, trasportati via da Zudomon. Solo grazie all'intervento di Whamon i Digiprescelti ed i loro Digimon riescono a scappare dal Padrone delle Tenebre. |                   |                   |
| 42 | Grazie Whamon! 「沈黙の海底ホエーモン」 - Chinmoku no Kaitei Whamon – "Il silenzio in fondo al mare: Whamon" | 26 dicembre 1999  | 4 ottobre 2000    |
| 42 | Dopo il salvataggio dei ragazzi da parte di Whamon, MetalSeadramon manda dei Divermon, rapidissimi Digimon anfibi, a cercare il Digimon ed i Digiprescelti. Un Divermon resta con MetalSeadramon, mentre gli altri tre vanno alla ricerca di Whamon. Izzy, dopo aver compiuto diverse ricerche, crede che WarGreymon sia in grado di sconfiggere MetalSeadramon grazie agli Stermina-Dramon, le armi presenti sulle sue zampe superiori, molto efficaci contro i Digimon il cui nome termina per l'appunto in -dramon. Tre Divermon rintracciano Whamon e lo attaccano, ma l'enorme Digimon riesce a fuggire. Uno dei tre avvisa MetalSeadramon ed il capitano dei Divermon di aver trovato i Digiprescelti. Altri Divermon accorrono. Whamon, scendendo in profondità, viene seguito dai Divermon; tuttavia, la forte pressione oceanica distrugge gli apparecchi con cui i Divermon possono respirare e muoversi così velocemente. Tuttavia, il capitano dei Divermon trova ed attacca Whamon, intraprendendo con lui un duello marino. I ragazzi non sono in grado di seguirlo, così, grazie al sonar di Izzy, trovano un tunnel dove mettersi in salvo, ma MetalSeadramon riesce ad intercettarli. Whamon segue i ragazzi attraverso il tunnel sino a giungere su una spiaggia, dove subiscono l'attacco da parte di MetalSeadramon, il quale riesce a colpire a morte Whamon. Alla fine, Agumon megadigievolve WarGreymon e trapassa da parte a parte il Padrone delle Tenebre grazie al Tornado Perforante, eliminandolo. Whamon, prima di morire, supplica i ragazzi di salvare Digiworld. |                   |                   |
| 43 | Un gioco pericoloso! 「危険な遊戯！ピノッキモン」 - Kikenna Yūgi! Pinochimon – "Un gioco pericoloso! Pinocchimon" | 9 gennaio 2000    | 4 ottobre 2000    |
| 43 | Sconfitto MetalSeadramon, i Digiprescelti devono ora vedersela con Puppetmon. Il malvagio Digimon escogita un piano diabolico per sconfiggere i ragazzi creando delle bambole voodoo, ognuna rappresentante uno di loro. Puppetmon separa i ragazzi e decide di giocare con TK. Puppetmon lo obbliga a giocare con pistole vere e lo conduce nel suo palazzo, dove abitano anche i servi del Padrone delle Tenebre, molti dei quali sono simili a piante o fiori (come Kiwimon, Floramon, Deramon, Mushroomon e Blossomon). Inoltre, invia Kiwimon ad attaccare gli altri ragazzi, mentre Patamon è impegnato nella ricerca di TK. Puppetmon uccide un Mushroomon ed un Blossomon, due dei suoi servi, e sta per uccidere anche TK, dicendo di voler iniziare sparandogli alle gambe, ma il bambino riesce a scappare, rincontrando finalmente Patamon. I due, nella fuga, si fermano per distruggere i giocattoli di Puppetmon e prendono le bambole voodoo. Scappano quindi sotto gli occhi di Floramon e Deramon, pre-evoluzione e superdigievoluzione di Kiwimon, e consegnano le bambole agli altri ragazzi. Matt, convinto per tutto il tempo che TK non avrebbe potuto cavarsela senza il suo aiuto, quando vede che suo fratello è riuscito non solo a cavarsela con le sue forze ma anche a sventare il piano diabolico di Puppetmon, si allontana dal gruppo seguito da Gabumon, mentre Puppetmon giura a TK che si vendicherà. |                   |                   |
| 44 | Il misterioso Cherrymon 「迷いの森のジュレイモン」 - Mayoi no Mori no Jureimon – "Jyureimon della foresta perduta" | 16 gennaio 2000   | 5 ottobre 2000    |
| 44 | Tai e gli altri partono alla ricerca di Matt. Matt, dopo essersi reso conto che TK è cresciuto e non ha più bisogno di lui, è incerto del suo ruolo nel gruppo e si mostra frustrato dal fatto che gli altri abbiano acquisito maggiore sicurezza e più fiducia in sé stessi. Cherrymon, un misterioso ed intelligente Digimon dalle sembianze di un ciliegio e servo di Puppetmon, trova Matt in una condizione vulnerabile e riesce a convincerlo che Tai sia suo nemico, poiché durante tutta la loro avventura a Digiworld ha tratto solo vantaggi dalle situazioni in cui si sono trovati; in più è il capo del gruppo ed ha instaurato un rapporto molto stretto con TK e Matt si convince che attaccare Tai sia la cosa giusta da fare. Nel frattempo, i Garbagemon, scagnozzi di Puppetmon, attaccano gli altri ragazzi. Puppetmon uccide Cherrymon poiché quest'ultimo cerca di far riflettere il proprio padrone su qualcosa che i Digiprescelti possiedono ed il Padrone delle Tenebre invece no. Intanto, i Digiprescelti hanno ancora a che fare con i Garbagemon, affrontati da Lillymon e MetalGreymon. Uno di loro sopravvive e quasi riesce a ferire i ragazzi, ma MetalGarurumon salva la situazione. I bambini prescelti sono felici di aver ritrovato Matt ma, nello stupore generale, MetalGarurumon attacca Tai, chiedendo uno scontro con WarGreymon. Agumon si trova costretto a combattere. |                   |                   |
| 45 | WarGreymon contro MetalGarurumon 「究極体激突！ウオーグレイモン ＶＳメタルガルルモン」 - Kyūkyokutai Gekitotsu! WarGreymon VS MetalGarurumon – "Scontro tra livelli Definitivi! Wargreymon contro Metalgarurumon" | 23 gennaio 2000   | 5 ottobre 2000    |
| 45 | Matt e Tai iniziano a litigare: Matt vuole andarsene per sempre dal gruppo. Intanto, WarGreymon e MetalGarurumon iniziano a combattere. Era questo il piano iniziale di Cherrymon ma, improvvisamente, un'entità amichevole entra nel corpo di Kari. I ragazzi, con i loro Digimon, iniziano a volare. "Kari" inizia a spiegare ai ragazzi i motivi per cui vennero originariamente scelti per andare a Digiworld e che ogni Digimedaglione rappresenta la qualità migliore di ogni Digiprescelto. Al termine della storia, Kari ritorna in sé, mentre Matt decide di rimanere solo e se ne va nuovamente. Anche Mimi decide di separarsi dal gruppo: non vuole combattere contro i Padroni delle Tenebre ed essere causa della morte di altri Digimon. Joe decide di restare con lei, stanco di dover lottare e desideroso di proteggere Mimi. |                   |                   |
| 46 | La vendetta di Etemon 「メタルエテモンの逆襲」 - MetalEtemon no Gyakushū – "La vendetta di Metaletemon" | 30 gennaio 2000   | 6 ottobre 2000    |
| 46 | Ogremon viene inseguito da un gruppo di Woodmon, desiderosi di assorbirne l'energia. Tuttavia cade un meteorite, che ferisce Ogremon e fa fuggire i Woodmon. Joe, Mimi, Gomamon e Palmon trovano Ogremon e, nonostante le precedenti battaglie, decidono di aiutare il Digimon ferito. Ogremon, toccato dalla loro disponibilità, diviene amico di Joe e Mimi. Tai, Sora, Izzy, TK e Kari, con i loro Digimon, iniziano a perlustrare il palazzo di Puppetmon il quale, intanto, ha raggiunto Joe e Mimi. Fa la sua comparsa MetalEtemon, Megadigievoluzione di Etemon, che sembra ansioso di vendicarsi dei Digiprescelti. Puppetmon e MetalEtemon iniziano a combattere fra di loro. Tai e gli altri incontrano Floramon e Deramon, le guardie di Puppetmon. Floramon e Deramon puntano un cannone contro Puppetmon: Tai è riuscito a convincerli ad opporsi a Puppetmon. Joe, Mimi, Gomamon, Palmon ed Ogremon fuggono, ma vengono scovati da MetalEtemon, che li insegue nella giungla. Tuttavia, improvvisamente, appare un altro Digimon, dalle sembianze di uno smilodonte. |                   |                   |
| 47 | Addio Leomon 「風よ！光よ！サーベルレオモン」 - Kaze yo! Hikari yo! SaberLeomon – "Oh vento! Oh luce! Saberleomon" | 6 febbraio 2000   | 6 ottobre 2000    |
| 47 | Il misterioso smilodonte non è altri che SaberLeomon, Digievoluzione di livello mega di Leomon, che conduce in un nascondiglio sicuro Joe, Mimi, Gomamon, Palmon ed Ogremon, salvandoli da MetalEtemon. Lì i ragazzi rincontrano Otamamon e Gekomon. MetalEtemon si confronta con SaberLeomon e Zudomon. SaberLeomon, durante il combattimento, viene mortalmente ferito da MetalEtemon. Zudomon, infuriato, attacca singolarmente il Digimon malvagio, riuscendo a creparne l'armatura grazie al suo martello, fatto dello stesso materiale. SaberLeomon può, così, attaccare il Digimon nel punto scoperto, eliminando MetalEtemon. Prima di morire a sua volta, SaberLeomon chiede a Mimi di non piangere, poiché si potranno incontrare nella Città della Rinascita, e si riappacifica con Ogremon. La città, nel frattempo, è stata però distrutta. Joe e Mimi gli promettono di reclutare altri Digimon, di distruggere i Padroni delle Tenebre e di ricostruire la Città della Rinascita. Puppetmon si scontra con Tai e gli altri, spingendoli verso i RedVegiemon, che vengono tuttavia sconfitti. La casa di Puppetmon prende vita e si scaglia contro i ragazzi, che però riescono ad avere la meglio. Senza più risorse, Puppetmon è costretto ad affrontare lui stesso i Digiprescelti. Garudamon riesce a distruggere il suo martello e il Digimon scappa, imbattendosi in Matt e MetalGarurumon. Il secondo Padrone delle Tenebre prova ad arruolare MetalGarurumon nel suo esercito, ma il Digimon si rifiuta, ferendo a morte con il suo Turbine Glaciale il Padrone delle Tenebre. Prima di morire, Puppetmon chiede a Cherrymon cosa fosse la cosa che i ragazzi possiedono e lui no (anche Piximon aveva menzionato qualcosa del genere, ma il Digimon non ci aveva fatto caso) e lo spirito di Cherrymon sembra sussurrargli una risposta: i bambini prescelti possono contare sugli amici. A quel punto il Digimon malvagio muore e la sua sezione del Monte Spirale si dissolve, riconfigurandosi sulla superficie di Digiworld. Sora rincorre Matt e lo ringrazia per quanto fatto, ma Matt non risponde e va via nuovamente. |                   |                   |
| 48 | Kari in pericolo 「爆撃司令！ムゲンドラモン」 - Bakugeki Shirei! Mugendramon – "Bombardamento! Mugendramon" | 13 febbraio 2000  | 10 novembre 2000  |
| 48 | Mentre Tai, Izzy, Sora, TK, Kari, Agumon, Tentomon, Biyomon, Patamon e Gatomon attraversano un deserto, Kari viene colpita da un malore. Tai si mostra molto preoccupato, diventando quasi isterico nei suoi tentativi di aiutarla, poiché alcuni anni prima, a causa sua, la sorellina aveva rischiato la vita. Kabuterimon conduce il gruppo in una città deserta, dove Kari può riposarsi. Nella metropoli vi sono vari monumenti della Terra ed interi quartieri di città, come Piazza San Pietro, l'Arco di Trionfo e Times Square. Intanto, grazie ad Internet, Izzy riesce a trovare la giusta medicina, ma involontariamente conduce verso di loro Machinedramon che, avendo il pieno controllo della città, li individua facilmente. Izzy riesce a depistare il nemico, permettendo così a lui ed a Tai di fuggire su MetalGreymon subito dopo aver preso la medicina per Kari, nel frattempo guardata a vista da TK. Fanno appena in tempo a ricongiungersi con gli altri prima che il loro rifugio venga distrutto da una serie di missili. Arriva un Megadramon che li attacca, ma Angemon li salva. Improvvisamente appare Machinedramon, che costringe i ragazzi a rifugiarsi in un edificio, che il Padrone delle Tenebre distrugge con i propri attacchi, facendo precipitare i ragazzi ed i Digimon nelle fogne, dove il gruppo si separa nuovamente. |                   |                   |
| 49 | La fine di Machinedramon 「さらばヌメモン」 - Saraba Numemon – "Addio, Numemon" | 20 febbraio 2000  | 10 novembre 2000  |
| 49 | I ragazzi cadono nelle fogne al di sotto della città di Machinedramon. Sora, Biyomon e Patamon riescono a trovare Kari, che nel frattempo si è rimessa in forze grazie alla medicina, TK e Gatomon. Izzy, Tai e i loro Digimon sono ancora dispersi. Kari e gli altri partono alla ricerca dei compagni, ma si imbattono in WaruMonzaemon, che ha reso schiavi i Numemon. Una strana luce emerge dal Digimedaglione di Kari, permettendo a Biyomon e Gatomon di recuperare le energie (nessuno dei Digimon aveva la forza di digievolvere) e di mettere in fuga il nemico, che poi viene eliminato da Machinedramon per il fallimento conseguito, liberando così i Numemon, che iniziano a chiamare la bambina "regina". I ragazzi decidono di continuare a seguire la luce di Kari, sperando di ritrovare Tai ed Izzy. Machinedramon, infuriato, si scaglia contro i ragazzi, nel frattempo ricongiunti e con anche Andromon dalla loro parte. Mentre Andromon tiene impegnato Machinedramon, la Luce di Kari permette ad Agumon di recuperare le forze e megadigievolvere WarGreymon. WarGreymon sconfigge facilmente Machinedramon grazie allo Stermina-Dramon, senza nemmeno subire danni, benché il Digimon malvagio inizialmente pensasse che WarGreymon l'avesse completamente mancato. Andromon decide di rimanere con Tai e gli altri nel prosieguo della loro battaglia contro i Padroni delle Tenebre. |                   |                   |
| 50 | Donne guerriere 「女の戦い！レディデビモン」 - Onna no Tatakai! LadyDevimon – "Battaglia fra donne! Ladydevimon" | 27 febbraio 2000  | 13 novembre 2000  |
| 50 | Tai, Izzy e Kari sono costretti ad affrontare la potente LadyDevimon, seguace di Piedmon, che inizia un combattimento estenuante con Angewomon, mentre Sora e TK vanno in cerca degli altri. Angewomon, nonostante faccia del suo meglio, sembra avere inizialmente la peggio. Joe e Mimi incontrano nella Città della Rinascita Elecmon, al quale i due chiedono di appoggiare la loro causa. Ma, improvvisamente, Joe annuncia che lui e Gomamon stanno per lasciare temporaneamente il gruppo per andare a cercare Matt e Gabumon. Nel frattempo, con l'aiuto di MegaKabuterimon che para un colpo mortale destinato ad Angewomon ma che ne esce illeso grazie alla sua dura corazza, il Digimon angelico riesce a sconfiggere LadyDevimon. Dopo la sconfitta del Digimon, è Piedmon a minacciare il gruppo e WarGreymon si prepara ad affrontarlo in un combattimento uno contro uno. |                   |                   |
| 51 | Quando il gioco si fa duro... 「地獄の道化師 ピエモン」 - Jigoku no Dōkeshi Piemon – "Piemon, il clown infernale" | 5 marzo 2000      | 13 novembre 2000  |
| 51 | Joe e Gomamon, partiti alla ricerca di Matt, trovano la sua barca. Nel frattempo, WarGreymon combatte contro Piedmon, ma sembra non avere la minima speranza di vittoria. Così i ragazzi capiscono che, per poter sconfiggere Piedmon, dovranno essere tutti uniti. Perso in una caverna, che rappresenta l'oscurità insita in lui, Matt dice che lui non è indispensabile per gli altri, ma Gabumon riesce a farlo uscire dalla crisi, facendogli capire la propria importanza. La caverna così scompare. Joe e Gomamon trovano quindi Matt e Gabumon. Intanto, Sora e TK riescono a trovare la barca di Matt. Sora si scoraggia quando non riesce a trovare il loro amico e sprofonda così nella stessa oscurità in cui era piombato poco prima Matt. La ragazza viene risucchiata dalla grotta e Biyomon la segue. Mentre Matt, Joe e TK cercano di uscire dalla grotta, Matt si rende conto che il tutto è opera della loro depressione, che devono sconfiggere se vogliono uscire da lì. Aiuta quindi la ragazza ad allontanare l'oscurità e, alla fine, Matt, Sora, Joe, TK, Gabumon, Biyomon, Gomamon e Patamon riescono a salvarsi. Dopodiché, corrono ad aiutare Tai. Mancano solo Mimi e Palmon all'appello. Intanto, proprio Mimi ha convinto Otamamon, Gekomon, Ogremon, Frigimon, Meramon ed Elecmon a combattere contro Piedmon. WarGreymon viene ridotto in pessime condizioni da Piedmon, ma Matt arriva e si chiarisce con Tai, attivando la Digipietra dell'Amicizia e dando così a Garurumon la forza di guarire WarGreymon. Con la Megadigievoluzione di Gabumon in MetalGarurumon, i due Digimon di livello Mega si preparano così allo scontro con l'ultimo dei Padroni delle Tenebre. |                   |                   |
| 52 | La fine di Piedmon 「聖剣士ホーリーエンジエモン」 - Seikenshi HolyAngemon – "Lo spadaccino benedetto! Holyangemon" | 12 marzo 2000     | 14 novembre 2000  |
| 52 | I ragazzi, con i loro Digimon, provano a sconfiggere Piedmon, ma quest'ultimo li trasforma tutti, ad eccezione di Kari, TK ed Angemon, in dei portachiavi. Angemon prova a combattere il Digimon malvagio, ma non può nulla in quanto Digimon di livello campione contro uno di livello mega. Gennai e Centarumon intanto s'incontrano. Andromon prova a fermare Piedmon, ma anch'egli diviene un portachiavi. Mentre scappano da Piedmon, quest'ultimo fa precipitare Kari e TK in un burrone ma, guardando il portachiavi raffigurante Matt (recuperato precedentemente da Gomamon), TK si chiede cosa avrebbe detto il fratello se lo avesse visto arrendersi. Il ragazzo quindi ritrova la Speranza, attivando così la sua Digipietra e dando ad Angemon la forza di superdigievolvere MagnaAngemon, che grazie ai suoi poteri sacri in breve sconfigge Piedmon e riporta tutti alla normalità. Piedmon attacca con il suo esercito di Vilemon ma, all'improvviso, arrivano Mimi e la squadra di Digimon desiderosi di sconfiggere Piedmon. I Digiprescelti, grazie ad Andromon, Ogremon, Meramon, Frigimon, Unimon, Elecmon, alcuni Otamamon ed alcuni Gekomon, che battono l'esercito di Vilemon, sconfiggono anche l'ultimo Padrone delle Tenebre grazie a MagnaAngemon ed al suo Varco Sovrannaturale, mentre WarGreymon e MetalGarurumon attaccano il Digimon, spingendolo verso l'attacco angelico. Tuttavia, una e-mail di Gennai informa i ragazzi che il nemico reale è la forza oscura che ha generato i Padroni delle Tenebre, che non sono i soli responsabili della distruzione di Digiworld. |                   |                   |
| 53 | Apokarimon 「最後の暗黒デジモン」 - Saigo no Ankoku Digimon – "L'ultimo Digimon oscuro" | 19 marzo 2000     | 14 novembre 2000  |
| 53 | Con la sconfitta dei Padroni delle Tenebre, il Monte Spirale inizia a sgretolarsi, mentre i bambini vengono sospesi nelle tenebre. Gennai spiega ai ragazzi che la malvagità che ha creato i Padroni delle Tenebre è venuta dal Muro di Fuoco. Il saggio racconta un'antica storia, riguardante la strana esistenza degli esseri che hanno attraversato il misterioso muro. Inoltre, racconta anche che altri Digiprescelti, prima di loro, hanno combattuto contro le forze del male e che la loro chiamata è avvenuta perché una nuova malvagità è uscita dal Muro di Fuoco, con l'intenzione di avvolgere l'intero mondo nelle tenebre. Purtroppo Gennai non riesce a svelare l'entità della forza diabolica, ma il nuovo nemico ben presto si mostra: è Apokarimon, colui che ha dato i poteri a tutti i nemici affrontati finora dai Digiprescelti e che quindi è in grado di eseguire tutti i loro attacchi. Apokarimon distrugge i Digimedaglioni e le Digipietre dei ragazzi, finché non arriva a cancellare fisicamente i Digiprescelti stessi ed i loro Digimon partner. I ragazzi, finiti in una strana dimensione costituita da dati primari, capiscono che non hanno bisogno né di Digimedaglioni né di Digipietre, quello che serve loro per vincere è già custodito all'interno dei loro cuori. Il gruppo si riformatta e ritorna a Digiworld per affrontare nuovamente Apokarimon. |                   |                   |
| 54 | Addio ad un mondo nuovo! 「新たな世界」 - Aratana Sekai – "Un nuovo mondo" | 26 marzo 2000     | 15 novembre 2000  |
| 54 | Infuria la battaglia tra Apokarimon ed i Digimon dei ragazzi, con MegaKabuterimon, Garudamon, Lillymon, Zudomon, MagnaAngemon ed Angewomon a distrarre il Digimon e WarGreymon e MetalGarurumon a combatterlo. Infine, i due Digimon di livello mega hanno la meglio e riescono a ferirlo a morte. Apokarimon, come ultimo gesto prima di morire, decide di lanciare il suo attacco Grande Big Bang, che porterebbe alla distruzione sia di Digiworld che del mondo reale. Tuttavia, la determinazione dei ragazzi, che vogliono vincere a tutti i costi, permette ai loro Digivice di contenere la potenza dell'ultimo attacco di Apokarimon ed a causare la sua distruzione a causa del suo stesso attacco. Il mondo digitale inizia lentamente a formattarsi per tornare al suo stato normale ed i Digiprescelti decidono di trascorrere ciò che rimane delle loro vacanze estive a Digiworld, poiché ora il tempo trascorre allo stesso modo sulla Terra e su Digiworld. Tuttavia, Gennai informa i ragazzi che il loro tempo a Digiworld è finito e che devono tornare nel mondo reale, o saranno costretti a rimanere per sempre nel mondo digitale a causa della chiusura del varco dimensionale. Dopo un addio strappalacrime con i propri Digimon partner, i ragazzi tornano a casa con lo stesso tram in cui trascorsero la loro prima notte a Digiworld. Tuttavia, Tai è sicuro che questo non sarà un addio e che il portale in qualche modo si aprirà ancora, permettendo loro di tornare ancora una volta a Digiworld. |                   |                   |

## Edizioni home video
Digimon Adventure è stato oggetto di diversi cofanetti DVD prodotti dalla Bandai Visual e dalla Happinet in Giappone e dalla Alliance Entertainment in Nord America.

### Giappone
La serie fu pubblicata dalla Bandai Visual il 25 luglio 2006, in un cofanetto contenente nove DVD con sei episodi all'interno di ogni disco. La Happinet, inoltre, distribuì un proprio cofanetto contenente anch'esso nove dischi, il 21 dicembre 2007.
Sempre la Happinet, il 3 marzo 2015 distribuì 2 Box in Blu-ray Disc contenenti l'intera saga.

### Nord America
La Alliance Entertainment ha distribuito in Nord America un cofanetto contenente sei DVD.

### Francia
In Francia la serie fu distribuita da TF1 Video dal 7 marzo 2001 in VHS e DVD con i primi 36 episodi; a partire dal 2007 LCJ Editions pubblica la serie completa.

### Italia
In Italia i primi 36 episodi della serie furono distribuiti da Rai Trade in 12 VHS, contenenti tre episodi ciascuna, dal 18 gennaio al 30 agosto 2001.
Nel corso del 2000 uscì anche una videocassetta omaggio edita e distribuita nei negozi di giocattoli da Giochi Preziosi e GiG per la collana Videogiocando, dove erano presenti varie pubblicità (di cui alcune a tema Digimon) e il primo episodio di Diabolik in forma ridotta.
| N° | Data            | Episodi | Fonte  |
| -- | --------------- | ------- | ------ |
| 1  | 18 gennaio 2001 | 1-3     | [ 16 ] |
| 2  | 18 gennaio 2001 | 4-6     | [ 16 ] |
| 3  | 18 gennaio 2001 | 7-9     | [ 16 ] |
| 4  | 18 gennaio 2001 | 10-12   | [ 16 ] |
| 5  | 5 aprile 2001   | 13-15   | [ 16 ] |
| 6  | 5 aprile 2001   | 16-18   | [ 16 ] |
| 7  | 5 aprile 2001   | 19-21   | [ 16 ] |
| 8  | 5 aprile 2001   | 22-24   | [ 16 ] |
| 9  | 30 agosto 2001  | 25-27   | [ 16 ] |
| 10 | 30 agosto 2001  | 28-30   | [ 16 ] |
| 11 | 30 agosto 2001  | 31-33   | [ 16 ] |
| 12 | 30 agosto 2001  | 34-36   | [ 16 ] |